# Grupa Operacyjna „Śląsk”

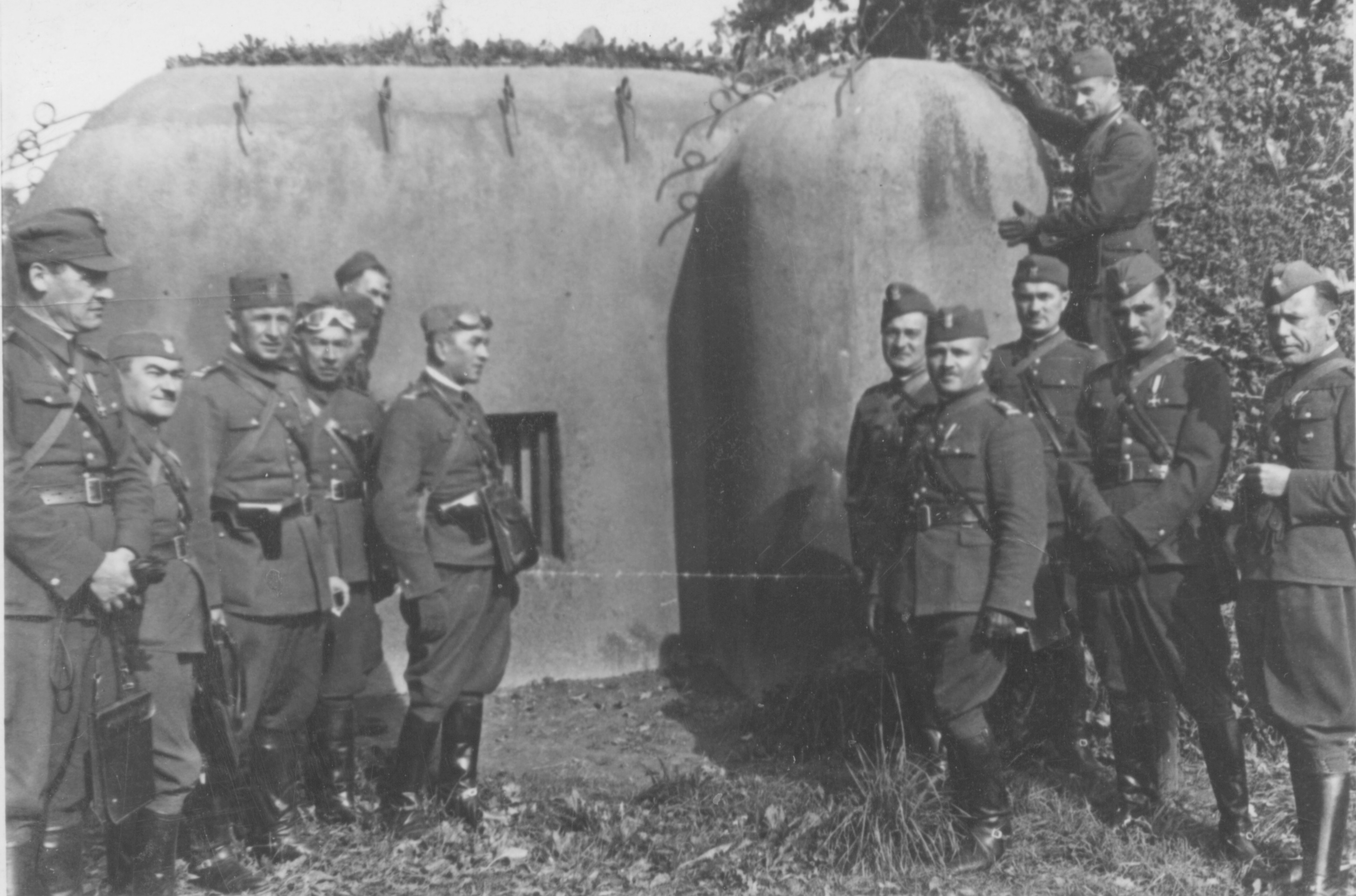
Płk Jagmin-Sadowski z oficerami 23 DP. ogląda czeski lekki schron po zajęciu Zaolzia w 1938

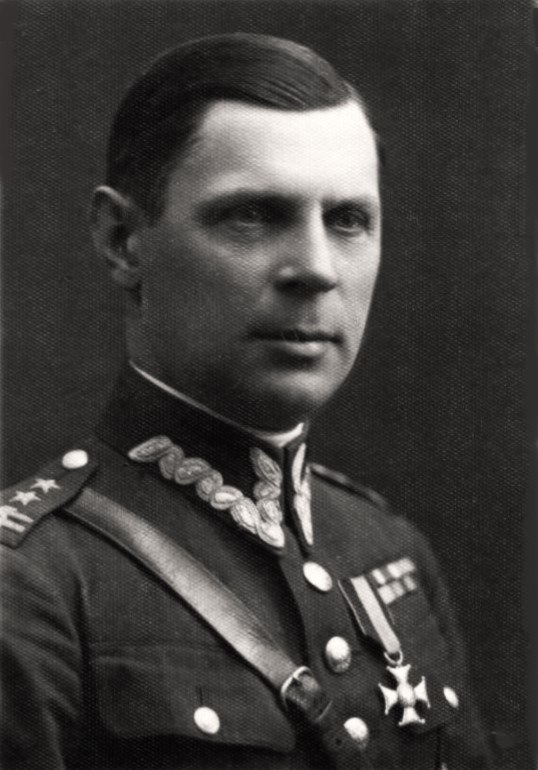
Ludomir Kryński

Grupa Operacyjna „Śląsk” (GO „Śląsk”) – grupa operacyjna Wojska Polskiego II RP.
GO „Śląsk” powstała 23 marca 1939. Jej zadaniem była obrona Górnego Śląska w wypadku niemieckiej agresji. W kampanii wrześniowej 1939 walczyła w składzie Armii „Kraków”. 
W południe 1 września 1939 Kwatera Główna przeniesiona została z Katowic do Mysłowic. W nocy z 2 na 3 września 1939 GO „Śląsk” otrzymała kryptonim „Jagmin”.

## Struktura organizacyjna GO „Śląsk”
- Dowództwo Grupy Operacyjnej „Śląsk”
- 23 Górnośląska Dywizja Piechoty
- 55 Dywizja Piechoty (rezerwowa)
- Grupa Forteczna Obszaru Warownego „Śląsk”
  - IV batalion 11 pułku piechoty
  - IV batalion 73 pułku piechoty
  - IV batalion 75 pułku piechoty
  - batalion forteczny km „Mikołów”
  - IV dywizjon 23 pułku artylerii lekkiej
- 95 dywizjon artylerii ciężkiej
- 64 dywizjon artylerii lekkiej
- 1 dywizjon artylerii przeciwlotniczej

## Obsada personalna Dowództwa GO „Śląsk”
Obsada ważniejszych stanowisk:
Dowództwo
- dowódca grupy – gen. bryg. Jan Jagmin-Sadowski
- oficer ordynansowy – ppor. rez. Feliks Holeczek
- dowódca artylerii – płk art. Ludomir Kryński
- oficer sztabu dowódcy artylerii – mjr art. Tadeusz Kossakiewicz[a]
- oficer sztabu dowódcy artylerii – kpt. art. Jerzy Jeliński[b]
- oficer sztabu dowódcy artylerii – kpt. art. Jan Stanisław Alfred Gurawski[c]
- dowódca obrony przeciwlotniczej – ppłk dypl. art. Stanisław Jakub Sokołowski
- szef duszpasterstwa – ks. proboszcz dr Ludwik Bombas

Sztab
- szef sztabu – ppłk dypl. piech. Tadeusz Tomasz Pawlik
- zastępca szefa sztabu – mjr dypl. kaw. Mikołaj Iznoskoff
- szef oddziału II – mjr dypl. art. Kazimierz Szpądrowski (do 2 IX), potem mjr dypl. Mikołaj Iznoskoff
- szef oddziału III – mjr dypl. Marian Drobik
- oficer sztabu – kpt. dypl. Leon Fudakowski
- dowódca łączności – mjr łącz. Adam Parafiński[d]
- zastępca dowódcy łączności – por. Kazimierz Wojda[e]
- kwatermistrz i szef oddziału IV – mjr dypl. piech. Franciszek Kłoskowicz
- oficer sztabu – ppor. rez. Jan Urban
- szef służby sanitarnej – ppłk lek. dr Adam Edward Schebesta
- komendant poczty polowej nr 66 – por. Julian Haraschin
- komendant Kwatery Głównej Grupy – por. Stefan Mucha
- oficer ekspozytury wywiadu – kpt. Nowak
- oficer oddziału II sztabu – kpt. Stawicki
- oficer oddziału II sztabu – por. Paweł Jasiński
- oficer ekspozytury wywiadu – kpt. Szczepański